# Искусственная сила тяжести

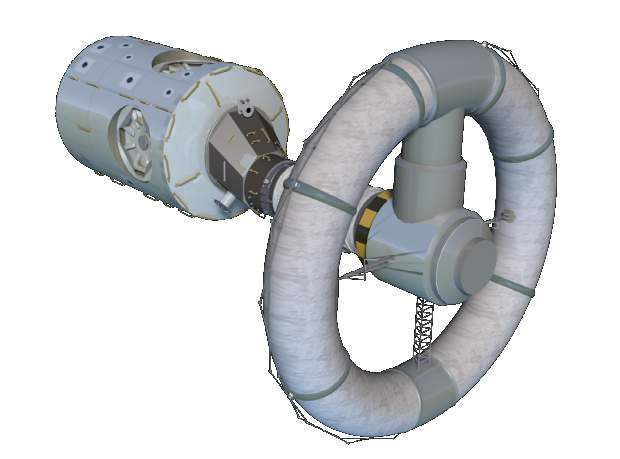
Проект космического корабля Nautilus-X с искусственной силой тяжести, которая создаётся его вращением

Искусственная сила тяжести — это изменение (уменьшение или увеличение) ощущаемой силы тяжести с помощью искусственных способов. В научной фантастике часто сопрягается с космосом, однако есть много причин для регулирования силы тяжести и на Земле (в частности, для научных экспериментов) и других планетах. Практически, иллюзия гравитации может создаваться различными физическими силами. Например, силой инерции (см. Принцип эквивалентности сил гравитации и инерции) и, в частности, центробежной силой.
Создание искусственной силы тяжести считается желательным для долгосрочных космических путешествий (и вообще для пребывания в космосе) с целью создания физиологически естественных условий для обитания людей на борту космических судов и, в том числе, для избежания неблагоприятного воздействия на организм человека длительной невесомости. Данная концепция была впервые разработана К. Э. Циолковским для орбитальных станций и дальних межзвёздных полетов.
Первую орбитальную станцию с искусственной силой тяжести намерен построить мультимиллиардер Джедд Маккалеб, создавший для этого стартап Vast Space.

## Востребованность искусственной силы тяжести
В отсутствие силы тяжести у некоторых людей и животных возникает синдром космической адаптации. Многие синдромы проявляются в течение нескольких дней и скоро проходят, но, к примеру, плотность костей медленно уменьшается с течением времени. Минимальная сила тяжести, которая нужна для предотвращения этих изменений, пока неизвестна, — современная биологическая наука имеет представления лишь о влиянии земной гравитации и невесомости на околоземной орбите. В настоящее время не хватает технических возможностей для проведения экспериментов с промежуточными значениями, а на Луне астронавты NASA пробыли слишком мало времени, чтобы судить о влиянии пониженной (в данном случае лунной) гравитации на организм человека.
Некоторое количество экспериментов было проведено доктором Альфредом Смитом из Калифорнийского университета. Объектами его экспериментов были курицы (в качестве двуногих организмов) и мыши. Животные долгое время испытывали влияние повышенной силы тяжести, созданной большими центрифугами на Земле.

## Трансформируемый модуль
В конце 2016 года на базе Института медико-биологических проблем РАН была разработана центрифуга малого радиуса для создания искусственной гравитации на разрабатываемом РКК «Энергия» трансформируемом космическом модуле. При этом глава РКК «Энергия» Владимир Солнцев заявлял, что такой модуль удастся создать и ввести в состав МКС при наличии должного финансирования — 6-7 миллиардов рублей, ориентировочно в 2021—2022 году.
19 марта 2019 года глава ИМБП РАН Олег Орлов сообщил СМИ, что в Институте уже тестируют центрифугу короткого радиуса, однако в программу полета МКС запуск такого модуля пока не включен. Поскольку Роскосмос намерен после 2024 года выйти из проекта МКС, вероятно, этот модуль войдёт в состав национальной орбитальной станции РОСС.